# چریستوپهر تاتسوکی کینجو
چریستوپهر تاتسوکی کینجو (انگلیسی: Christopher Tatsuki Kinjo؛ زادهٔ ۱۷ نوامبر ۱۹۹۳) بازیکن فوتبال اهل ژاپن است.
از باشگاه‌هایی که در آن بازی کرده‌است می‌توان به باشگاه فوتبال آویسپا فوکوئوکا اشاره کرد.